# علویان (سوریه)

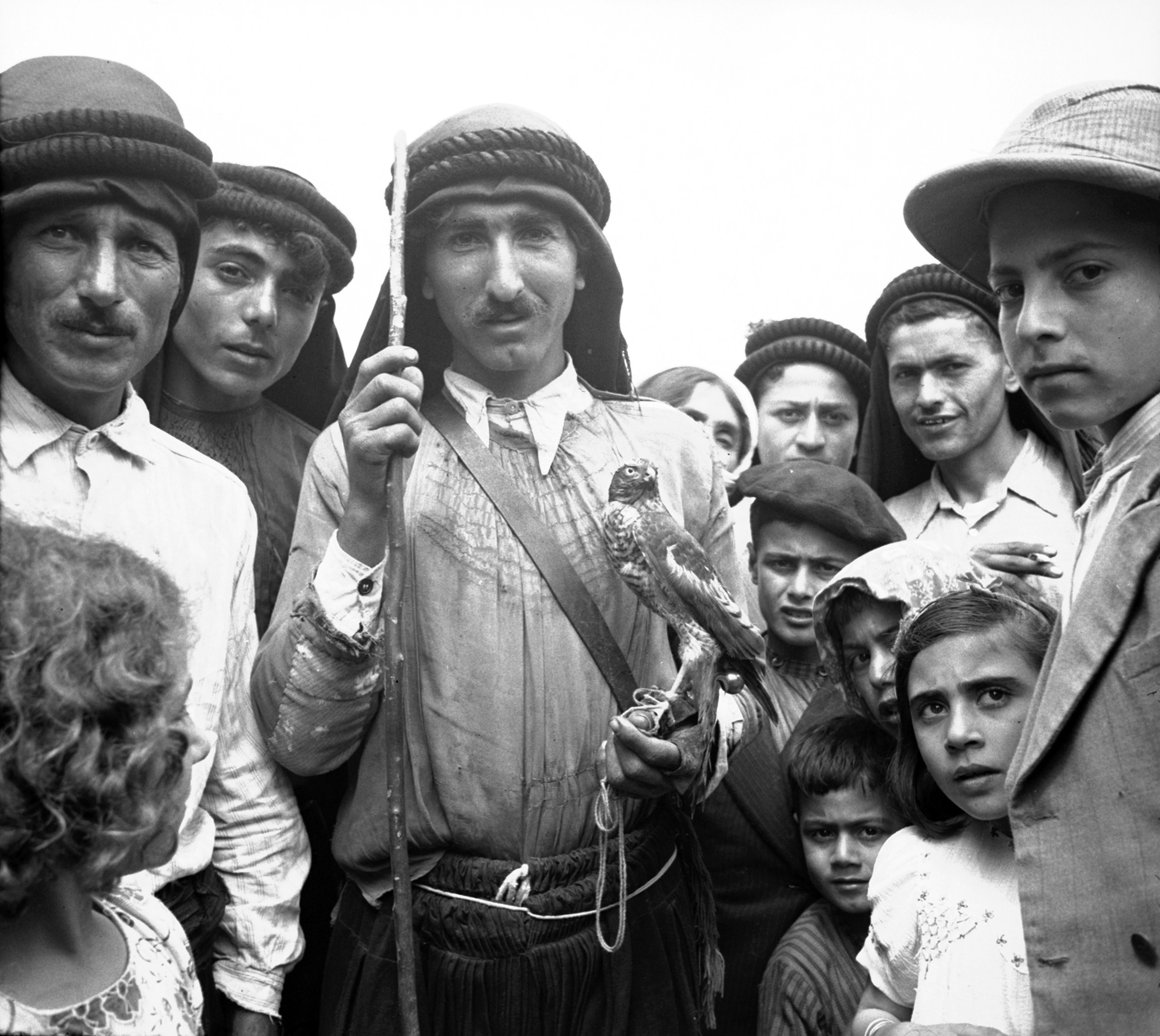
یک علوی با پرندهٔ شکاری خود

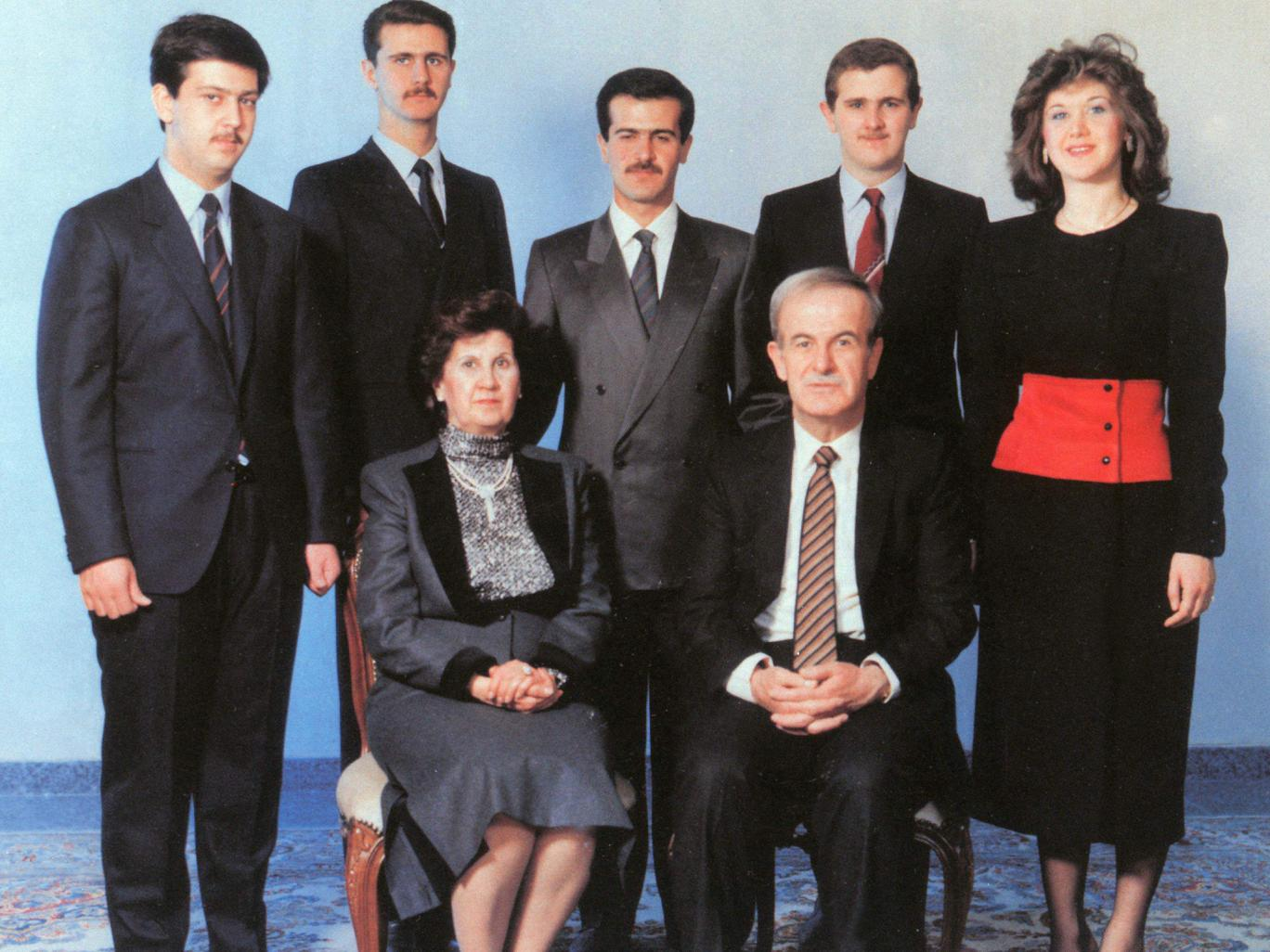
خانوادهٔ اسد از سال ۱۹۷۰ تا ۲۰۲۴ قدرت را در سوریه در اختیار داشتند.

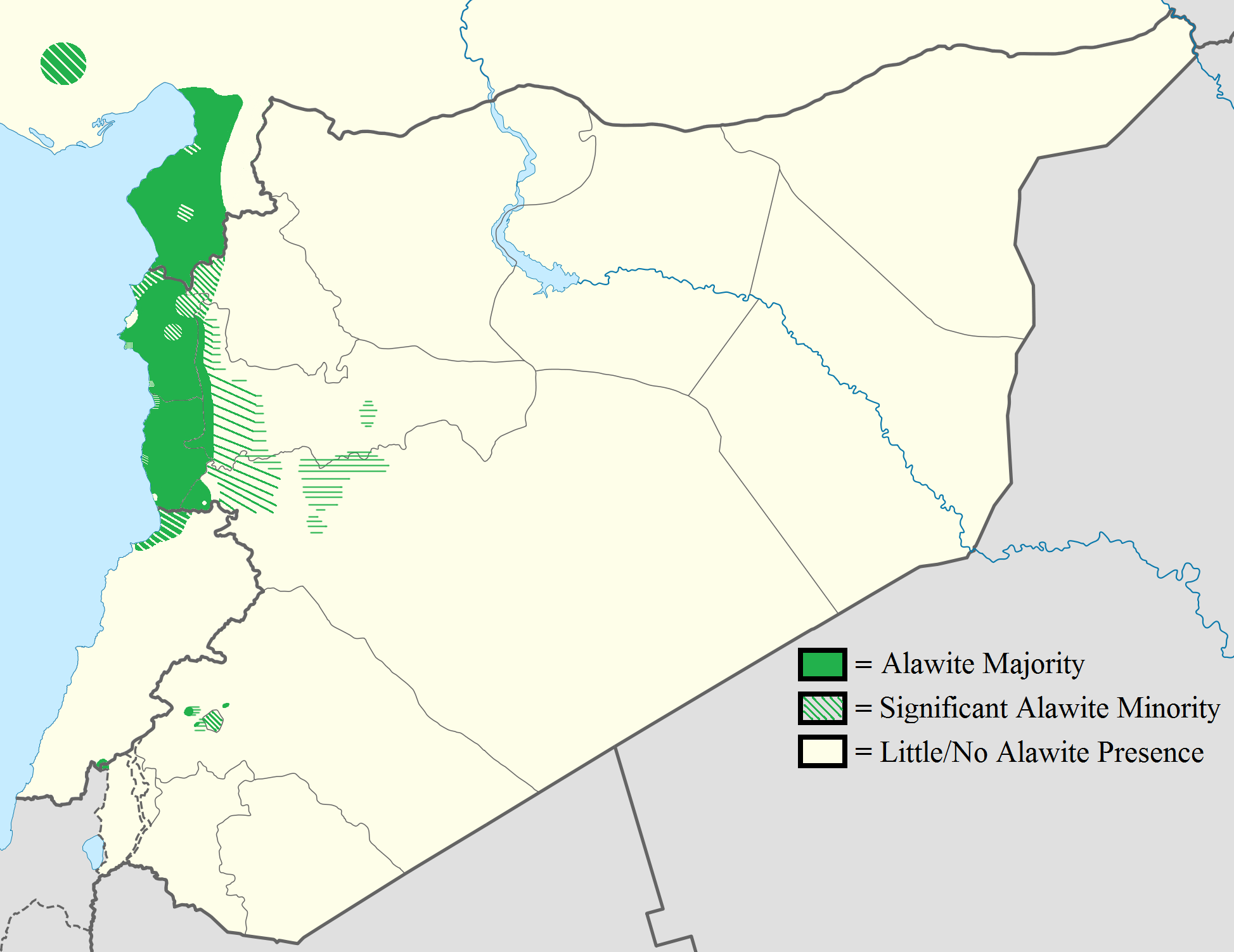
محل سکونت علویان

علویان (عربی: العلویون) یک گروه قومی-مذهبی عرب هستند که عمدتاً در منطقه شام در غرب آسیا زندگی می‌کنند و پیرو علوی‌گری هستند. فرقه‌ای از اسلام که در قرن نهم به عنوان شاخه‌ای از غالیان از شیعه اولیه منشعب شد، علویان علی بن ابی طالب، «امام اول» در مکتب دوازده امامی، را به عنوان مظهر ذات الهی گرامی می‌دارند. این تنها فرقه غلاتی است که امروزه هنوز وجود دارد. این گروه در قرن نهم توسط ابن نصیر، که از شاگردان امام دهم دوازده امامی، علی الهادی، و امام یازدهم دوازده امامی، حسن عسکری بود، تأسیس شد. به همین دلیل، علویان نُصَیریون نیز نامیده می‌شوند.
بررسی‌ها نشان می‌دهد که علویان بخش مهمی از جمعیت سوریه را تشکیل می‌دهند و اقلیت قابل توجهی در استان هاتای ترکیه و شمال لبنان هستند. همچنین جمعیتی در روستای غجر در ارتفاعات جولان زندگی می‌کنند، جایی که قبل از جنگ شش روزه دو روستای علوی دیگر (عین فیت و زعورا) وجود داشت. علویان گروه مذهبی غالب در سواحل سوریه و شهرهای نزدیک ساحل را تشکیل می‌دهند که در آنجا گروهای سنی، مسیحی و اسماعیلی هم ساکن هستند. آنها اغلب با علویان ترکیه که شباهت‌های خاصی با علویان دارند اما تفاوت‌های کلیدی دارند، اشتباه گرفته می‌شوند.
قرآن یکی از کتاب‌های مقدس آنهاست، اما تفسیر آن با تفاسیر مسلمانان شیعه تفاوت قابل توجهی دارد و با باطنیه اولیه و سایر فرقه‌های غلات همسو است. الهیات و مناسک علوی از چندین جهت مهم با اسلام شیعه تفاوت چشمگیری دارد. به عنوان مثال، آیین‌های مختلف علوی شامل نوشیدن شراب است و این فرقه مصرف الکل را برای پیروان خود ممنوع نمی‌کند. الهیات علوی به عنوان عقیده‌ای که قرائت نمادین/باطنی آیات قرآن را آموزش می‌دهد، مبتنی بر اعتقاد به تناسخ است و علی را به عنوان تجسم الهی خدا می‌داند. علاوه بر این، روحانیون و محققان علوی اصرار دارند که مذهب آنها از نظر کلامی با تشیع متمایز است. علویان از نظر تاریخی باورهای خود را از بیگانگان و علویان غیرمذهبی مخفی نگه داشته‌اند، بنابراین شایعاتی در مورد آنها بوجود آمده است. روایت‌های عربی از باورهای آنها معمولاً جانبدارانه (چه مثبت و چه منفی) است. با این حال، از اوایل دهه ۲۰۰۰، تحقیقات غربی در مورد مذهب علوی پیشرفت‌های چشمگیری داشته است. در هسته اصلی اعتقاد علویان، اعتقاد به تثلیث الهی وجود دارد که شامل سه جنبه از خدای واحد است. جنبه‌های تثلیث عبارتند از مانا (معنی)، اسم (نام) و باب (در). به اعتقاد علویان، این تجلیات در طول تاریخ هفت بار به صورت چرخه‌ای در قالب انسان تجسم یافته‌اند. به گفته علویان، هفتمین تجسم تثلیث شامل علی بن ابی طالب، محمد و سلمان فارسی است.
علویان، که از سوی متکلمان کلاسیک سنی و شیعه کافر تلقی می‌شدند، دوره‌هایی از انقیاد یا آزار و اذیت را در امپراتوری‌های مختلف مسلمان مانند عثمانی‌ها، عباسیان، مملوک‌ها و دیگران تجربه کردند. تأسیس قیمومیت فرانسه بر سوریه در سال ۱۹۲۰ نقطه عطفی در تاریخ علویان بود. تا آن زمان، این جامعه معمولاً خود را "نصیری" می‌دانست و بر ارتباط خود با ابن نصیر تأکید می‌کرد. دولت فرانسه برچسب "علوی" را برای طبقه‌بندی این فرقه در کنار شیعه در اسناد رسمی تجویز کرد. فرانسوی‌ها تعداد زیادی از اقلیت‌ها را در نیروهای مسلح خود استخدام کردند و مناطق انحصاری برای اقلیت‌ها، از جمله دولت علوی، ایجاد کردند. دولت علوی بعداً منحل شد، اما علویان همچنان نقش مهمی در ارتش سوریه و بعداً در حزب بعث ایفا کردند. پس از به قدرت رسیدن حافظ اسد در طول کودتای ۱۹۷۰، دولت بعثی ایدئولوژی اسدیسم را در میان علویان تحمیل کرد تا جایگزین هویت سنتی آنها شود. در طول انقلاب سوریه، تنش‌های فرقه‌ای با بی‌ثبات شدن کشور و تبدیل آن به یک جنگ داخلی فرقه‌ای تمام‌عیار، تشدید شد.

## ریشه تاریخی و باورها
ابهامات و اختلاف نظرهای زیادی در مورد ریشه تاریخی و اعتقادات اصلی آن‌ها وجود دارد. یکی از منابع مذهبی پذیرفته شده این فرقه کتاب المجموع اثری از سلیمان ادهانی است که سال ۱۸۵۹ در حلب منتشر شد. در این کتاب آمده که آن‌ها به تناسخ ارواح از جسمی به جسم دیگر اعتقاد دارند و واژه نصیریه برگرفته از نام «ابن نصیر العبدی البکری النمری» است؛ شخصی که خود را باب حسن عسکری امام یازدهم شیعه دوازده‌امامی معرفی می‌کرد. البته مشخص نیست که مطالب این کتاب تا چه اندازه برای علوی‌های معاصر مرجعیت داشته باشد، چراکه از زمان شروع سرپرستی فرانسه بر سوریه (۱۹۲۰ تا ۱۹۴۶) نام نصیریه برای این گروه به تدریج کنار گذاشته شده و علویه جایگزین آن شده و این گروه از نظر اعتقادی و شاید هم با انگیزه‌های سیاسی به سوی همخوانی بیشتر با اکثریت شیعیان حرکت کرده است. در سال ۱۹۳۶ یک شورای علمای علوی در بیانیه‌ای رسمی اعلام کرد که «علویان تنها هواداران علی بن ابی‌طالب... پسرعمو، پسرخوانده، و وصی پیامبر هستند». در سال ۱۹۷۳ سه سال پس از اینکه یک علوی به نام حافظ اسد در سوریه به قدرت رسید شورای علمای این مذهب اعلامیه‌ای با مفاد مشابه صادر کرد.
علویه از نظر تاریخی همراه با دروزی‌ها از اسماعیلیه منشعب شده‌اند و اسماعیلیه نیز پیشتر از شیعه امامیه جدا شده است. و به نوشته برخی دیگر فرقه نصیریه در قرن پنجم هجری قمری از شیعه امامیه منشعب شد.

## پراکنش
هم‌اکنون علوی‌ها بیشتر در سواحل سوریه و استان ختای در ترکیه متمرکز هستند. به‌طور تقریبی سیزده درصد جمعیت سوریه علوی هستند. در سوریه آن‌ها قدرت سیاسی قابل توجهی را به دست آورده‌اند. آن‌ها از زمان سرپرستی فرانسه بر سوریه مقامات مهمی در ارتش به دست آورده و با به قدرت رسیدن حزب بعث در سال ۱۹۶۳ موقعیت بهتری به دست آوردند اما پس از رسیدن حافظ اسد به قدرت بود که جایگاه آن‌ها کاملاً مستحکم شد. از بین ۳۳ افسر نظامی ارشد منتخب حافظ اسد برای فرماندهی نیروهای مسلح، و سرویس‌های امنیتی و اطلاعاتی بین سال‌های ۱۹۷۰ تا ۱۹۹۷ حداقل ۱۹ نفر علوی بوده‌اند. با این حال به نظر نمی‌رسد وضعیت سیاسی اجتماعی علوی‌ها در جامعه سوریه به‌طور کلی بهبود قابل توجهی کرده باشد.
در آثار مستشرقین و برخی مورخان اسلامی مطالب ضد و نقیضی در مورد اعتقادات این گروه مطرح شده خصوصاً اخیراً منابع وهابی بشدت سعی در منتسب کردن برخی عقاید به آنان دارند و اعتقادات زیادی به آن‌ها منتسب شده است. از جمله اعتقاد به خدایی علی بن ابی‌طالب و برخی افراد دیگر به آنان نسبت داده شده است. اما خود آن‌ها چنین مطالبی را رد می‌کنند.
موسی صدر رهبر شیعیان لبنان علوی‌های سوری را شیعه اعلام کرد. منابع غربی این اقدام را بنا به ملاحظات سیاسی و برای ایجاد اتحاد با حافظ اسد رهبر پیشین سوریه اعلام کردند از زمان انقلاب ایران، جمهوری اسلامی با توجه به نگاه خاندان اسد با اسرائیل ائتلاف استراتژیک دو کشور در منطقه گرفته است. منابع غربی سعی دارند به این ائتلاف رنگ مذهبی بدهند تا بتوانند اختلافات مذهبی را دامن بزنند لذا تشیّع خاندان حاکم در سوریه را توجیهی ایدئولوژیک برای این ائتلاف معرفی می‌کنند

## تعالیم نصیریه
منیر شریف از نویسندگان معاصر علوی در کتاب خود که مرجعی مهم شمرده می‌شود بیانیه حدود ۸۰ نفر از علمای علوی را آورده که در آن منشور اعتقادات خود را ذکر کرده‌اند این منشور که تفاوتی با اعتقادات شیعه اثناعشری در اصول و فروع دین ندارد سندی مهم در باب عقاید علوی‌ها شمرده می‌شود. دیگر نویسندگان علوی معاصر نظیر محمدامین غالب طویل، شیخ عیسی سعود، شیخ علی عزیز ابراهیم نیز معتقدند بیشتر علوی‌ها حلول و تناسخ را قبول ندارند و صوفیان آن‌ها هم قائل به تجلی‌اند (نه حلول). بر اساس دیدگاه آنان علت گرایش غالیانه نصیریان، عزلت، محرومیت و جهل بوده است.
در منابع مستشرقین غربی، برخی اهل سنت و وهابی تعالیم نصیریه عبارت است از التقاط عناصر شیعه و مسیحیت و اعتقادات ایران پیش از اسلام. به عقیده ایشان، خدا ذات یگانه‌ای است مرکب از سه اصل جداناپذیر بنامهای: «معنی»، «اسم»، «باب». این سه‌گانگی (تثلیث) به نوبت در وجود انبیاء مجسم و متجلی گشته است و آخرین تجسم با ظهور اسلام مصادف شده و آن ذات یگانه در تثلیث لایتجزایی در وجود علی بن ابی‌طالب، محمد و سلمان فارسی تجسم یافت. بدین سبب تثلیث مزبور را با حروف عمس (ع - م - س) معرفی می‌نمودند که اشاره به حروف اول سه اسم علی، محمد و سلمان است. از نگاه این منابع غربی و وهابی «نصیریه» معتقد به تناسخ اند و مانند دروزها به دو دستهٔ روحانی تقسیم می‌شوند: یکی «عامه» و دیگری «خاصه». طبقه خاصه از خود کتب مقدسی دارند و مضمون آن‌ها را تاویل می‌کنند ولی برای عامه مکشوف نمی‌سازند.
در قرن‌های گذشته مراسم مذهبی را روحانیان ایشان بر بلندی‌ها، در بقاعی که (قبه) نامیده می‌شد برگزار می‌کردند. قبه‌ها معمولاً بر مقابر اولیای آن طایفه قرار دارد. «نصیریه» در بزرگداشت عیسی خیلی اعتقاد دارد و حواریون و عده‌ای از شهدای مسیحی را محترم می‌شمرند. در قدیم آنها به غسل تعمید و اعیاد مسیحی نیز توجه مخصوص داشتند.

## آداب و رسوم دینی
گفته می‌شود برخی از قدمای علوی‌های سوریه به جای نماز و روزه مرسوم مسلمانان، مراسم ذکر و نذر و قربانی و روزه‌داری خاص خود را داشتند ولی درآمیختن پیروان این فرقه‌ها با دیگر توده‌های مردم و همزیستی شان با مسلمانان موجب شده تا اعتقادات بسیاری از آنان و آداب و رسوم آن‌ها نیز تغییراتی کند.
هم‌اکنون علوی‌ها اصرار دارند که خود را مسلمان معرفی کنند، بر خلاف رویه نیاکانشان، نماز می‌خوانند و روزه می‌گیرند و برخی فرهیختگانشان در کتاب‌ها و مقالات خود می‌نویسند که کیش علوی، مذهب نیست بلکه طریقتی از طریقت‌های صوفیانه است. در لبنان، نهاد رسمی علویان، شورای علوی اسلامی نام دارد و در سوریه، بشار اسد در نمازهای عید فطر و قربان، به شیوه اهل سنت نماز می‌خواند.

## علوی‌ها از دید شیعه و سنی

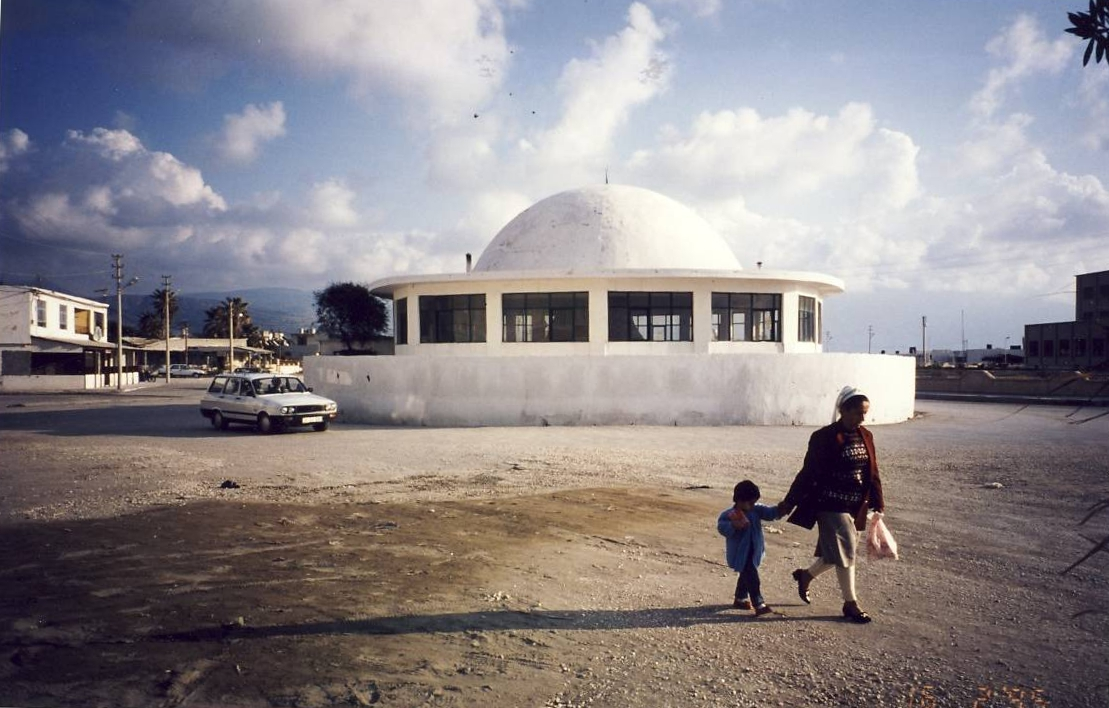
حرم خضر که برای شیعیان سوریه مکان مقدسی است

امام دوازدهم شیعیان در بخشی از توقیع به اسحاق بن یعقوب در زمان نائب دومش محمد بن عثمان العَمری،  ابوالخطّاب که از سران غلاة علوی نصیری است را لعن کرده است :
امّا «ابوالخطاب محمد بن ابی زینب الاجدع» ملعون است و اصحاب او نیز ملعون اند؛ پس با هم فکران آنان منشین چرا که من و پدرانم از آنان بیزاریم.
شیخ طوسی از علمای شیعه دربارهٔ مؤسس فرقه نصیریه محمد بن نصیر نمیری می‌گوید:
محمّد بن نصیر نمیری، از جمله اصحاب امام حسن عسکری بود. وقتی که امام حسن عسکری به شهادت رسید، او مدعی مقام و جایگاه ابوجعفر محمّد بن عثمان (وکیل دوم امام دوازدهم شیعیان) شد، به این‌که مصاحب و همنشین امام زمان است و برای او ادعای سفارت و نیابت شده است. خداوند متعال هم او را بوسیله کفر و الحاد و نادانی که از او سر زد مفتضح کرد و ابوجعفر محمّد بن عثمان هم او را لعن کرده، از او بیزاری جست و خود را از او دور کرد.
با توجه به این‌که تصوف هم یکی از جوامع مسلمین است که بیشتر نزد اهل تسنن بروز یافت، بین فرق غلوآمیز و تصوف می‌توان اشتراکات اعتقادی و بینشی و بلکه اتحاد فرقه غالی و تصوف را مشاهده کرد. این مطلب را می‌توان در فردی چون حسین بن منصور نیز مشاهده کرد. فرقه نصیریه نیز با توجه به اینکه در جامعه شیعه به دلیل افشاگری امام دوازدهم شیعیان علیه محمد بن نصیر نمی‌توانست رشد کند به جامعه تصوف اهل سنت کشیده شد و در واقع تصوف اهل سنت باعث رشد این فرقه شد.